# Myosotis spathulata
Myosotis spathulata är en strävbladig växtart som beskrevs av Forst. f. Myosotis spathulata ingår i släktet förgätmigejer, och familjen strävbladiga växter. Utöver nominatformen finns också underarten M. s. radicata.